# Beltmolen Hernen
De Beltmolen van Hernen is een naamloze korenmolen in Hernen in de Nederlandse provincie Gelderland.
De molen werd in 1745 gebouwd en behoorde oorspronkelijk tot de goederen van het Kasteel Hernen. In 1959 kwam de molen in eigendom van de Stichting Vrienden der Geldersche Kasteelen. In 1975 werd de molen overgedragen aan Het Geldersch Landschap. In 2001 vond een uitvoerige restauratie plaats.
De roeden van de molen zijn 23,50 meter lang en zijn voorzien van het oudhollands hekwerk met zeilen. De inrichting bestaat uit twee koppels maalstenen. Een vrijwillig molenaar stelt de molen regelmatig in bedrijf.

## Trivia
In de televisieserie Floris aflevering 6 De Vrijbrief werd de molen gebruikt voor het zogenaamde wiekdraaien. Hierbij werden vier slechteriken op de wieken vastgebonden waarna de molen in beweging werd gezet.